# مدير الملفات
مدير الملفات (بالإنجليزية: File manager) أو متصفح الملفات (بالإنجليزية: file browser) هي أسماء يمكن إطلاقها على برنامج الحاسوب الذي يمكن المستخدم من تصفح محتويات القرص الصلب وعرض ملفاته عن طريق واجهة رسومية وتعتبر برامج مدير الملفات من أكثر البرامج إفادة للمستخدم حيث تعطيه الأدوات الهامة مثل إنشاء ملف جديد، نسخ ملف، تحريك ملف من مكانه، إعادة تسمية ملف، أو حذف ملف والعديد من الأدوات الأخرى مثل الطباعة وتشغيل الملفات وغيرها.
عادة ما يقوم مدير الملفات بإظهار محتويات القرص الصلب في شكل شجري حيث يظهر الجزر ثم الملفات المتفرعة منه وهكذا
كما يحتوي مثل متصفح الإنترنت على شريط كتابة عنوان الملف وعلى أزرار إلى الأمام (forward) وإلى الخلف (back)
و يحتوي بعض مديري الملفات أيضا على إمكانية تصفح الملفات المتشاركة عبر الشبكة الداخلية أو عبر بروتوكول بروتوكول نقل الملفات.

## أمثلة على مديري الملفات

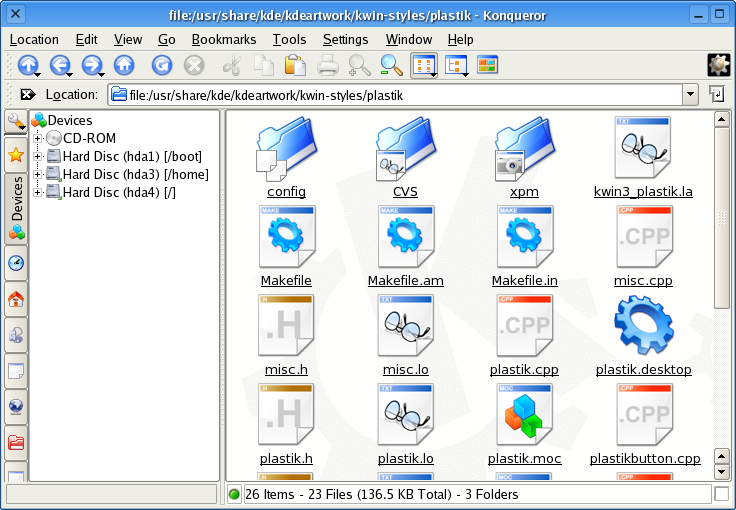
برنامج كنكرر

يعتبر من أقدم وأشهر مديري الملفات هو برنامج نورتن كوماندور Norton Commander الذي كان يعمل في بيئة دوس والشهير باسم إن سي (NC)
- Norton Commander

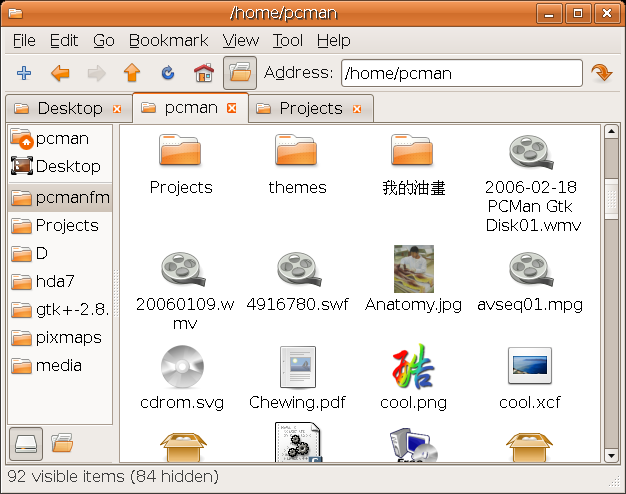
مدير ملفات في اوبونتو

- مستكشف الملفات الموجود في مايكروسوفت ويندوز
- كنكرر الموجود في ال كدي
- فايندر الموجود في نظام الماك أو إس